# Eirmotus octozona
Eirmotus octozona är en fiskart som beskrevs av Schultz, 1959. Eirmotus octozona ingår i släktet Eirmotus och familjen karpfiskar. Inga underarter finns listade i Catalogue of Life.